# U.S. Bank Stadium
U.S. Bank Stadium är en idrottsarena i Minneapolis i Minnesota i USA. Arenan används av Minnesota Vikings i National Football League (NFL) och delvis av det amerikanska fotbollslaget för University of Minnesotas idrottsförening Minnesota Golden Gophers i National Collegiate Athletic Association (NCAA).

## Arrangemang

### Super Bowl LII
Super Bowl LII avgjordes här 4 februari 2018 mellan Philadelphia Eagles och the New England Patriots.

### Europeiskt fotboll
Första fotbollsmatchen på U.S. Bank Stadium var mellan AC Milan och Chelsea FC 3 augusti 2016.
| Datum          | hemmalag   | Resultat | bortalag | Turnering                        | Antal åskådare |
| -------------- | ---------- | -------- | -------- | -------------------------------- | -------------- |
| 3 augusti 2016 | Chelsea FC | 3–1      | AC Milan | 2016 International Champions Cup | 64 101         |

### Konserter
| Datum            | Artist        | Förband                               | Tour                                   | Antal åskådare | Övrigt           |
| ---------------- | ------------- | ------------------------------------- | -------------------------------------- | -------------- | ---------------- |
| 19 augusti 2016  | Luke Bryan    | Little Big Town Dustin Lynch          | Kill the Lights Tour                   | 47 219         | Första konserten |
| 20 augusti 2016  | Metallica     | Volbeat Avenged Sevenfold             | Worldwired Tour                        | 48 492         |                  |
| 30 juli 2017     | Guns N' Roses | Deftones                              | Not in This Lifetime... Tour           | 48 740         |                  |
| 12 augusti 2017  | Coldplay      | Aluna George Izzy Bizu                | A Head Full of Dreams Tour             | 47 472         |                  |
| 8 september 2017 | U2            | Beck                                  | The Joshua Tree Tour 2017              | 43 386         |                  |
| 5 maj 2018       | Kenny Chesney | Thomas Rhett Old Dominion Brandon Lay | Trip Around The Sun Tour               |                |                  |
| 31 augusti 2018  | Taylor Swift  |                                       | Taylor Swift's Reputation Stadium Tour |                |                  |
| 1 september 2018 | Taylor Swift  |                                       | Taylor Swift's Reputation Stadium Tour |                |                  |
| 20 oktober 2018  | Ed Sheeran    |                                       | ÷ Tour                                 |                | [ 2 ]            |